# Petreștii de Jos
Petreștii de Jos (in passato Petridul de Jos, in ungherese Magyarpeterd) è un comune della Romania di 1768 abitanti, ubicato nel distretto di Cluj, nella regione storica della Transilvania.
Il comune è formato dall'unione di 7 villaggi: Crăești, Deleni, Livada, Petreștii de Jos, Petreștii de Mijloc, Petreștii de Sus, Plaiuri.
Dal 2008 è parte integrante della Zona metropolitana di Cluj Napoca.